# William Herbert
William Herbert (12 de enero de 1778 – 28 de mayo de 1847 ) fue un botánico, poeta, y clérigo inglés. Fungió como Miembro del Parlamento por Hampshire de 1806 a 1807, y por Cricklade de 1811 a 1812.
Cursó sus estudios de grado de Bachelor of Arts en 1798 en el Colegio de Exeter, Oxford; luego un Master of Arts en 1802, en el Morton College, y, en 1808, diplomas en Derecho penal y en civil. Y se hizo Dean de Mánchester, en 1840.
Fue el tercer hijo de Lord Porchester, y padre de Henry William Herbert.

## Obra
- Musae Etonensis. 1795. editor
- Select Icelandic Poetry. 1804-6 (Poesía Selecta Islandesa)
- Amaryllidaceae, an attempt to arrange the Monocotyledonous Orders (Amaryllidaceae, un intento de componer los órdenes de las Monocotiledóneas). 1837
- Attila, Or The Triumph of Christianity (1838) (Atila, o el Triunfo de la Cristiandad). 1838
- Crocuses. 1847
- History of the Species of Crocus
- Collected Works. 1842

## Honores

### Reconocimiento
La International Bulb Society otorga la Medalla Herbert a las personas que hacen meritorio reconocimiento en el avance del conocimiento de las plantas bulbosas. La misma Sociedad edita la revista especializada en botánica, horticultura y recursos genéticos de plantas bulbosas llamada Herbertia, en honor a William Herbert, precursor de tales tipos de estudios.

### Epónimos
En su honor se nombra el género Herbertia Sweet (1783-1835)
- La abreviatura «Herb.» se emplea para indicar a William Herbert como autoridad en la descripción y clasificación científica de los vegetales.[2]